# Дужица (Лекеник)
Дужица је насељено место у општини Лекеник, у Туропољу, Хрватска, до нове територијалне организације у саставу бивше велике општине Сисак.

## Становништво
На попису становништва 2011. године, Дужица је имала 353 становника.

## Попис1991.
На попису становништва 1991. године, насељено место Дужица је имало 447 становника, следећег националног састава:
| Попис 1991.‍ | Попис 1991.‍ | Попис 1991.‍ | Попис 1991.‍ | Попис 1991.‍ |
| ----------- | ----------- | ----------- | ----------- | ----------- |
|             |             |             |             |             |
| Хрвати      | Хрвати      |             | 439         | 98,21%      |
| Срби        | Срби        |             | 5           | 1,11%       |
| Југословени | Југословени |             | 2           | 0,44%       |
| непознато   | непознато   |             | 1           | 0,22%       |
| укупно: 447 |             |             |             |             |